# Makiko Hirata
Pour les articles homonymes, voir Hirata.
Makiko Hirata (平田真貴子, ひらた まきこ) est une mangaka japonaise, née dans la ville d'Ōmuta (préfecture de Fukuoka). 

## Biographie
Alors qu'elle était encore au lycée, Makiko Hirata a fait ses débuts en 1967 et a reçu le 6e Prix du nouveau venu en manga (新人漫画賞) de Kōdansha pour Barbara Ann (『バーバラ・アン』). 
Elle a déménagé à Tokyo après avoir obtenu son diplôme d'études secondaires, pour vivre avec sa sœur et entamer une carrière de mangaka. Moto Hagio publie pour la première fois dans Nakayoshi parce que Hagio et Hirata s'échangeaient des lettres et que Hirata l'a introduite auprès de l’éditeur. 
Après cela, ses œuvres seront publiées dans Shōjo Comic et Betsucomi.   

## Œuvres
Son œuvre représentative est Kasei Yakyoku (『華星夜曲』) (Hit Comic, Shōnen Gahōsha, 9 volumes), qui a été adapté en dessin animé OAV par Osamu Dezaki en 1988.
- une adaptation en manga du Kojiki[4].